# Даффи, Билли
Уильям Генри Даффи (англ. William Henry Duffy; 12 мая 1961, Манчестер, Великобритания) — британский рок-музыкант, наиболее известен как гитарист группы The Cult.

## Ранняя жизнь и карьера
Даффи родился и вырос в Манчестере. Имеет ирландские и еврейские корни. Начал играть на гитаре в возрасте четырнадцати лет под влиянием музыки Queen, Thin Lizzy, The Who, Aerosmith, Blue Öyster Cult и ранних Led Zeppelin. В конце 1970-х он стал участвовать в панк-движении, находясь под влиянием записей New York Dolls, The Stooges, Buzzcocks, Sex Pistols, а также AC/DC (которых он считал прото-панк-группой). Даффи начал играть в различных панк-группах ещё во время учёбы в школе — в конце 1970-х, одной из них была The Studio Sweethearts. Он лично повлиял на решение гитариста Джонни Марра начать выступать на профессиональной основе, а также посоветовал Моррисси присоединиться к его первому музыкальному коллективу, панк-рок-группе The Nosebleeds, в качестве вокалиста.
После окончания школы Даффи переехал в Лондон вместе с The Studio Sweethearts, где некоторое время работал продавцом в модном бутике фирмы Johnsons на Кингз-роуд, в Челси. Некоторое время спустя The Studio Sweethearts распались и Даффи начал выступать в качестве соло-гитариста с группой Theatre of Hate, на пол ставки. Вскоре после этого, он встретил Иэна Эстбери, который был в то время фронтменом группы Southern Death Cult. Эстбери был настолько впечатлен талантом Даффи, что решил уйти из своей группы и предложил гитаристу их собственную команду, которая была названа Death Cult. После выпуска двух синглов группа сократила свое название до просто — The Cult. В дебютном сингле коллектива, «Spiritwalker», Даффи удалось создать характерный фланговый звук, используя немодный в то время инструмент — гитару Gretsch White Falcon 1970-х годов — именно этот саунд впоследствии стал визитной карточкой музыканта. Вскоре после сингла состоялся релиз полноформатного альбома Love, который содержал один из самых известных хитов коллектива — «She Sells Sanctuary».

## Поздние 1980-е и 1990-е
Даффи поспособствовал изменению звучания группы The Cult в сторону метал-блюза на их третьем альбоме Electric, 1987 года.
В 1988 году Даффи и Эстбери переехали в Лос-Анджелес, где проживают и поныне. Там, вместе с басистом Джейми Стюартом, был записан альбом Sonic Temple, звучание которого находилось под сильным влиянием стадионного рока. Несмотря на то, что после релиза этой пластинки The Cult стали известны более широкой аудитории, они не смогли удержать внимание слушателей своим следующим диском, Ceremony, так как его выход пришёлся на расцвет гранжа.
В 1992 году, после окончания турне Ceremonial Stomp, музыканты решили записать альбом близкий по звучанию к их оригинальным записям. После работы над пластинкой (получившей одноимённое название) в группе возникли творческие разногласия и в 1995 году Эстбери ушёл из группы.
Во время четырехлетнего перерыва в деятельности The Cult Даффи сотрудничал с Майком Питерсом из группы The Alarm в рамках их совместного проекта Coloursound.
В 1997 году Даффи поучаствовал в записи заглавного треке с дебютного альбома японского музыканта J Pyromania.

## Воссоединение и последующие события
Даффи и Эстбери вновь возродили The Cult в 1999 году, заключив новый контракт с лейблом Atlantic Records. Кульминацией воссоединения было выступление на музыкальном фестивале Midtown в Атланте (май 2001 года), где группа выступила перед аудиторией более 60 000 человек. Вскоре после этого последовал релиз новой пластинки — Beyond Good and Evil.
Выпущенный в поддержку этого альбома сингл «Rise», добрался до 3-го места в американском чарте Hot Mainstream Rock Tracks, где пробыл в течение 6 недель, однако вскоре пропал из ротации на радио. Альбом плохо продавался и получил холодный приём от музыкальной прессы, посещаемость на концертах также оставляла желать лучшего. В 2002 году Эстбери вновь отправил The Cult в творческий отпуск, после того как принял предложение выступать с The Doors.
В свою очередь, в 2004 году, Даффи сформировал кавер-группу Cardboard Vampyres вместе с гитаристом Alice in Chains Джерри Кантреллом. Также в группу были приглашены: вокалист Джон Кораби (Mötley Crüe и Ratt), басист  Крис Уайз (The Cult) и барабанщик Джош Хаузер. В период между 2004 и 2005 годами группа активно гастролировала по Соединённым Штатам. Преимущественно выступая вдоль западного побережья. Однако, музыканты так и не записали ни одного совместного диска.